# クルミダカラ
クルミダカラ（学名：Luria cinerea）はタカラガイ科ゾウゲダカラ属の巻貝である。

## 形態
記録のある最大のもので殻長は45mm。

## 生態
深度0-1472mで生態の記録がある。

## 分布
米国ノースカロライナ州からコロンビア、ブラジル東部まで分布する。